# Nopaltepec (État de Mexico)

Pour les articles homonymes, voir Nopaltepec.
Nopaltepec est une municipalité de l'État de Mexico, au Mexique. Elle couvre une superficie de 87,94 km2 et compte 8 960 habitants en 2015.